# Agua Dulce, San Luis Potosí
Agua Dulce är en ort i Mexiko.   Den ligger i kommunen Rioverde och delstaten San Luis Potosí, i den centrala delen av landet, 270 km norr om huvudstaden Mexico City. Agua Dulce ligger 902 meter över havet och antalet invånare är 133.
Terrängen runt Agua Dulce är kuperad. Runt Agua Dulce är det glesbefolkat, med 12 invånare per kvadratkilometer. Närmaste större samhälle är San Ciro de Acosta, 11,3 km sydost om Agua Dulce. I omgivningarna runt Agua Dulce växer huvudsakligen savannskog.